# Людвиг III (граф Вюртемберга)
Людвиг III (нем. Ludwig III, ок. 1166 — ок. 1241) — граф Вюртемберга. Сын Людвига II. Предположительно был женат на дочери графа — или Адальберта III фон Дилленбург, или Ульриха III фон Кибург-Диллинген, но имя жены не известно.
Братья Людвиг III и Гартман I носили титул графов Вюртемберга одновременно, а значит, были соправителями. Возможно, пока один находился при императорском дворе или в походе, другой в это время управлял общими владениями.
В 1194 году Людвиг III вместе с королём Генрихом VI участвовал в завоевании Сицилии.
Графы Людвиг и Гартман поддерживали Оттона IV Вельфа, а после избрания императором Фридриха II снова перешли на сторону Штауфенов.
Предполагается, что Людвиг пережил брата и стал его наследником и единоличным правителем Вюртемберга. Хотя возможно, что было наоборот.